# Ismael Tamba
Ismael Tamba Villén (nacido el 19 de julio de 2001 en Puente Genil (Córdoba)) es un jugador de baloncesto español de origen gambiano. Con 2,03 metros de estatura, juega en la posición de ala-pívot. Actualmente forma parte de la plantilla del Club Baloncesto Lucentum Alicante de la Primera FEB. Es hermano del también baloncestista Pablo Tamba.

## Trayectoria
Su madre es española, de Puente Genil (Córdoba), y su padre es originario de Gambia. Llegó a la cantera del Unicaja después de jugar en el Puente Genil hasta cadete de primer año, y en el CB Ciudad de Córdoba en su último año de cadete, después de sobresalir esa misma temporada en el campeonato autonómico.
Durante la temporada 2019-20 es un habitual del equipo de la Liga EBA del Unicaja, en el que promedia 15,1 puntos y 5,2 rebotes, además de alternar los entrenamientos con el primer equipo de Liga Endesa.
El 19 de enero de 2020 hace su debut en la jornada 18 de la Liga Endesa, entrando en los últimos minutos del partido entre Coosur Real Betis y Unicaja Baloncesto (66-88). Era su primera vez en la ACB e incluso le dio para anotar un triple con el número 28 en la espalda.
El 1 de septiembre de 2020, firma por el CB Marbella de Liga LEB Plata, cedido por durante una temporada Unicaja Málaga de la liga ACB.
En la temporada 2021-22, se desvincula de Unicaja Málaga y firma por el Club Baloncesto Zamora de Liga LEB Plata.
El 29 de junio de 2022, firma por el CB Bahía San Agustín de la Liga LEB Plata.
El 9 de agosto de 2023, firma por el CB Clavijo de la Liga LEB Oro.
El 10 de julio de 2024, firma por el CB Morón de la Primera FEB.
El 13 de agosto de 2025, firma por el Club Baloncesto Lucentum Alicante de la Primera FEB.

## Selección
En el Europeo sub-18 de Grecia del año 2019 consigue la medalla de oro.